# Aniołów (Zgierz)
Aniołów – dawniej samodzielna wieś, od 1988 część miasta Zgierza w województwie łódzkim, w powiecie zgierskim. Leży w zachodniej części Zgierza, w rejonie ulicy Aniołowskiej. 
Wchodzi w skład osiedla Piaskowice-Aniołów, stanowiącego jednostkę pomocniczą gminy Zgierz.

## Historia
Dawniej samodzielna miejscowość. Od 1867 w gminie Chociszew. W okresie międzywojennym należała początkowo do powiatu łęczyckiego w woj. łódzkim. W 1921 roku wieś Aniołów liczyła 89 mieszkańców. 1 kwietnia 1928 wyłączony z gminy Chociszew i włączondy do gminy Brużyca Wielka w powiatu łódzkiego w tymże województwie. 1 września 1933 utworzył gromadę (sołectwo) w granicach gminy Brużyca Wielka.
Po wojnie Aniołów powrócił do powiatu łódzkiego woj. łódzkim, stanowiąc przejściowo część gromady  Krogulec, jednej z 20 gromad gminy Brużyca Wielka. W związku z reorganizacją administracji wiejskiej jesienią 1954, Aniołów wszedł w skład nowej gromady Brużyca Wielka. W 1971 roku wraz z Aniołowem liczył 195 mieszkańców.
Od 1 stycznia 1973 w gminie Aleksandrów Łódzki. W latach 1975–1987 miejscowość należała administracyjnie do województwa łódzkiego.
1 stycznia 1988 Aniołów (106,57 ha) włączono do Zgierza.